# Family Wrestling Entertainment
 (août 2012).
Si vous disposez d'ouvrages ou d'articles de référence ou si vous connaissez des sites web de qualité traitant du thème abordé ici, merci de compléter l'article en donnant les références utiles à sa vérifiabilité et en les liant à la section « Notes et références ».
Pour les articles homonymes, voir FWE.
La Family Wrestling Entertainment aussi connu sous l'acronyme FWE, est une fédération de catch (lutte professionnelle) américaine. Elle effectuait un show tous les deux mois avec Three Dog Studios à Manhattan. Tous leurs shows sont disponibles en DVD et Blu-ray, et via leur site Internet.

## Championnats
| Championnat                  | Champion actuel | Date            | Ancien champion                       |
| ---------------------------- | --------------- | --------------- | ------------------------------------- |
| FWE Heavyweight Championship | A.J. Styles     | 11 mars 2015    | John Hennigan                         |
| FWE Tri-Boraugh Championship | Paul London     | 16 février 2013 | Damien Darling                        |
| FWE Women's Championship     | Candice LeRae   | 4 octobre 2014  | Ivelisse Vélez                        |
| FWE Tag Team Championship    | The Young Bucks | 4 octobre 2014  | The Adranline Express (EJ Risk & VSK) |

## 2013 Openweight Grand Prix
- Les 8e de finale ont pris place le 12 octobre 2013 à Brooklyn, New York.
- Les 1/4 de finale ont pris place le 7 décembre 2013 à Corona, New York.

Matchs de qualifications pour les 1/4 de finale :
- Jorge Santi bat Rhett Titus
- Tommy Dreamer bat Carlito
- Brian Kendrick bat Wes Draven
- Tony Nese bat Paul London
- Chris Mordertzki bat Colt Cabana
- Ted DiBiase bat Joey Ryan
- Petey Williams bat Sonjay Dutt
- John Hennigan bat Matt Morgan

|  | Quarts de finale                             | Quarts de finale                             | Quarts de finale | Quarts de finale |               |          | Demi-finales | Demi-finales | Demi-finales | Demi-finales |  |  | Finale | Finale | Finale | Finale |
|  |                                              |                                              |                  |                  |               |          |              |              |              |              |  |  |        |        |        |        |
|  |                                              |                                              |                  |                  |               |          |              |              |              |              |  |  |        |        |        |        |
|  |                                              |                                              |                  |                  |               |          |              |              |              |              |  |  |        |        |        |        |
|  | Trent Baretta                                | Trent Baretta                                | Victoire         | Victoire         |               |          |              |              |              |              |  |  |        |        |        |        |
|  | Trent Baretta                                | Trent Baretta                                | Victoire         | Victoire         |               |          |              |              |              |              |  |  |        |        |        |        |
|  | Jorge Santi, Alex Reynolds, Shane Strickland | Jorge Santi, Alex Reynolds, Shane Strickland | 4 Way match      | 4 Way match      |               |          |              |              |              |              |  |  |        |        |        |        |
|  | Jorge Santi, Alex Reynolds, Shane Strickland | Jorge Santi, Alex Reynolds, Shane Strickland | 4 Way match      | 4 Way match      | Trent Baretta |          |              |              |              |              |  |  |        |        |        |        |
|  |                                              |                                              |                  |                  |               |          |              |              |              |              |  |  |        |        |        |        |
|  |                                              |                                              | Tony Nese        | Tony Nese        | Victoire      | Victoire |              |              |              |              |  |  |        |        |        |        |
|  | Brian Kendrick                               |                                              | Tony Nese        | Tony Nese        | Victoire      | Victoire |              |              |              |              |  |  |        |        |        |        |
|  |                                              |                                              |                  |                  |               |          |              |              |              |              |  |  |        |        |        |        |
|  | Tony Nese                                    | Tony Nese                                    | Victoire         | Victoire         |               |          |              |              |              |              |  |  |        |        |        |        |
|  | Tony Nese                                    | Tony Nese                                    | Victoire         | Victoire         |               |          |              |              |              |              |  |  |        |        |        |        |
|  |                                              |                                              |                  |                  |               |          |              |              |              |              |  |  |        |        |        |        |
|  |                                              |                                              |                  |                  |               |          |              |              |              |              |  |  |        |        |        |        |
|  | Chris Mordetsky                              |                                              |                  |                  |               |          |              |              |              |              |  |  |        |        |        |        |
|  |                                              |                                              |                  |                  |               |          |              |              |              |              |  |  |        |        |        |        |
|  | Ted DiBiase                                  | Ted DiBiase                                  | Victoire         | Victoire         |               |          |              |              |              |              |  |  |        |        |        |        |
|  | Ted DiBiase                                  | Ted DiBiase                                  | Victoire         | Victoire         |               |          |              |              |              |              |  |  |        |        |        |        |
|  |                                              |                                              |                  |                  |               |          |              |              |              |              |  |  |        |        |        |        |
|  |                                              |                                              |                  |                  |               |          |              |              |              |              |  |  |        |        |        |        |
|  | Petey Williams                               |                                              |                  |                  |               |          |              |              |              |              |  |  |        |        |        |        |
|  |                                              |                                              |                  |                  |               |          |              |              |              |              |  |  |        |        |        |        |
|  | John Hennigan                                | John Hennigan                                | Victoire         | Victoire         |               |          |              |              |              |              |  |  |        |        |        |        |
|  | John Hennigan                                | John Hennigan                                | Victoire         | Victoire         |               |          |              |              |              |              |  |  |        |        |        |        |
|  |                                              |                                              |                  |                  |               |          |              |              |              |              |  |  |        |        |        |        |

## Roster
Catcheurs
| Nom du catcheur              | Nom réel    | Notes             |
| ---------------------------- | ----------- | ----------------- |
| "Your's Truly" Alex Reynolds |             |                   |
| Azrieal                      |             |                   |
| Billy Gunn                   |             |                   |
| Boris Naboka                 |             |                   |
| Brian Kendrick               |             |                   |
| Charlie Haas                 |             |                   |
| Colt Cabana                  |             |                   |
| Damien Darling               |             |                   |
| David Hart Smith             | Harry Smith |                   |
| Eric Young                   |             | Employé à la TNA. |
| Hawaii Allen                 |             |                   |
| Jay Lethal                   |             | Employé à la ROH. |
| Jessie Godderz               |             |                   |
| Jorge Santi                  |             |                   |
| Malta The Damager            |             |                   |
| Matt Tarren                  |             |                   |
| Mike Bennett                 |             | Employé à la ROH. |
| Mike Law                     |             |                   |
| The Patriot                  |             |                   |
| Ricky Reyes                  |             |                   |
| Rob Terry                    |             |                   |
| Robbie E                     |             | Employé à la TNA. |
| Shad "The Beast" Gaspard     |             |                   |
| Sonjay Dutt                  |             | Employé à la TNA. |
| Tommy Dreamer                |             | Ancien WWE        |
| Wes Draven                   |             |                   |
| Xander Page                  |             |                   |

Catcheuses
| Nom de la catcheuse | Nom réel         | Notes                                   |
| ------------------- | ---------------- | --------------------------------------- |
| Brooke Tessmacher   | Brooke Adams     | Ancienne WWE Diva, employée à la TNA.   |
| Jackie Haas         | Jackie Gayda     | Circuit indépendant.                    |
| Jillian Hall        | Jillian Hall     | Ancienne WWE Diva, Circuit indépendant. |
| Madison Rayne       | Ashley Simmons   | Employée à la Tna                       |
| Maria Kanellis      | Maria Kanellis   | AncienneWWE Diva, employée à la ROH.    |
| Melina Perez        | Melina Perez     | Ancienne WWE Diva, Circuit indépendant. |
| Rosita              |                  | Ancienne Tna Knocckouts                 |
| Tara                | Lisa Marie Varon | Ancienne WWE Diva.                      |
| Winter              | Katarina Waters  | Ancienne WWE Diva.                      |

Tag Team
| Nom des Tag Team      | Nom des catheurs/euses | Notes |
| --------------------- | ---------------------- | ----- |
| Adrenaline Express    |                        |       |
| All Money is Legal    |                        |       |
| Azrieal/Bandido       | Azrieal et             |       |
| Diamond Inc           |                        |       |
| Funky Fresh Boyz      |                        |       |
| The Midnight Sensaton |                        |       |
| Team Tag              |                        |       |

Commentateurs
| Nom du commentateur | Nom Réel         | Notes |
| ------------------- | ---------------- | ----- |
| Franck Trigg        |                  |       |
| Maryse Ouellet      |                  |       |
| Michael Shiarrello  |                  |       |
| Eric Young          | Employé a la TNA |       |
| Tommy Dreamer       |                  |       |

Arbitre
| Nom de l'arbitre | Nom réel |
| ---------------- | -------- |
| Kevin Keenan     |          |
| Mike The Man     |          |
| Uncle Steven     |          |

Annonceur/euse de Ring 
| Nom de l'annonceur | Nom réel |
| ------------------ | -------- |
| AJ Pan             |          |

Intervieweur/euse
| Nom de l'intervieweuse | Nom réel |
| ---------------------- | -------- |
| Amber Addison          |          |

Managers
| Nom du mananger  | Nom réel         | Notes                                        |
| ---------------- | ---------------- | -------------------------------------------- |
| Diamond Dee      |                  |                                              |
| Kacey Ray        |                  |                                              |
| Rick Silver, Erq |                  |                                              |
| Sunny            | Tammy Lynn Sytch | Ancienne WWE Diva, WWE Hall Of Fame en 2011. |